# Mark Gross
Mark Gross (Baltimore (Maryland), 20 februari 1966) is een Amerikaanse jazzsaxofonist van de hardbop-traditie. Hij studeerde aan het Berklee College of Music, studeerde af in 1988, werkte vervolgens in de band van Lionel Hampton en trad op in Five Guys Named Moe op Broadway. Sindsdien heeft hij met een verscheidenheid aan andere artiesten gewerkt, waaronder de bands van Delfeayo Marsalis, Nat Adderley en de Dave Holland Big Band. Gross werd voor het eerst opgenomen als solo-act met Preach Daddy uit 1997, gevolgd in 2000 door The Riddle of the Sphinx, in 2013 met Blackside en meest recentelijk Mark Gross + Strings (2018).

## Biografie
Gross schrijft zijn geluid toe aan de waardering voor gospelmuziek die door het huis van zijn ouders in Baltimore weerklonk. Gross' vader was dominee van zijn geboorteplaats, de kerk Mt. Zion C.O.G.I.C. tot aan zijn dood op 1 februari 2007. Na het ontwikkelen van zijn interesse in klassieke muziek aan de Baltimore School for the Arts, studeerde Gross een semester aan de Howard University en vier jaar aan het Berklee College of Music. Hij behaalde een Bachelor of Arts graad in Music Performance aan het Berklee College of Music, waar hij studeerde bij de professoren Joe Viola en Bill Pierce. Na zijn afstuderen in 1988 begon Gross zijn professionele muziekcarrière in de jazz.
Gross, tweevoudig Grammy Award-winnaar met de Dave Holland Big Band, heeft opgenomen op meer dan 40 jazz-opnamen, waaronder Grammy-winnende projecten van de Dave Holland Big Band, What Goes Around bij ECM Records en Overtime bij Dare 2 Records.
Gross heeft vier albums onder zijn eigen naam uitgebracht, waaronder Preach Daddy bij King Records, Riddle of the Sphinx bij J Curve Records, Blackside bij Jazz Legacy Productions (JLP) en + Strings bij MGQ Records.
Gross toerde de wereld rond met het Mark Gross Quartet, Buster Williams, Philip Harper, Nat Adderley, Dave Holland, Mulgrew Miller, Nicholas Payton, Delfeayo Marsalis, Wynton Marsalis, Dizzy Gillespie, Nancy Wilson, Jimmy Heath, de Dizzy Gillespie Alumni Big Band, het Village Vanguard Jazz Orchestra, de Tom Harrell Big Band, het Duke Ellington Orchestra, Frank Foster and the Loud Minority, de Charles Mingus Big Band, Freddie Hubbard, Donald Harrison, Mark Whitfield, Joe Dukes, Captain Jack McDuff, Joe Chambers, Neal Smith, Cyrus Chestnut, Regina Carter, Lionel Hampton, Stefon Harris, Walter Booker, Jimmy Cobb, Don Braden, Vincent Gardner, Lenora Zenzalai Helm, Marlon Saunders, SEPIA en Jann Parker.
Gross heeft verschillende keren op Broadway opgetreden, waaronder in Five Guys Named Moe (1992-1993) op basis van de muziek van Louis Jordan en Kat and the Kings (1999-2000), gebaseerd op muziek die is ontstaan uit onderdrukking in de jaren 1950 in Kaapstad, Zuid-Afrika, evenals Swing! (2000-2001). Na middernacht begon de Broadway-productie met previews in het Brooks Atkinson Theatre op 18 oktober 2013 en opende op 3 november 2013 met de speciale gastster Fantasia Barrino, die optrad tot en met 9 februari 2014. In de productie is Dulé Hill te zien als The Host, Adriane Lenox, Karine Plantadit en Desmond Richardson. Regie en choreografie zijn van Warren Carlyle, met Scenic Design van John Lee Beatty, kostuums van Isabel Toledo, verlichting van Howell Binkley en geluid van Peter Hylenski. Shuffle Along, or, the Making of the Musical Sensation of 1921 and All That Followed is een musical met een score van Eubie Blake en Noble Sissle en een libretto van George C. Wolfe, gebaseerd op het originele boek van de musical revue Shuffle Along uit 1921 door Flournoy Miller en Aubrey Lyles. Het verhaal concentreert zich op de uitdagingen van het opzetten van de originele productie van Shuffle Along en het effect ervan op Broadway en rassenverhoudingen. Ain't Too Proud: the Life and Times of the Temptations is een jukeboxmusical uit 2018 met muziek en teksten van The Temptations en een boek van Dominique Morisseau. Gebaseerd op het verhaal van The Temptations, had de musical een reeks regionale producties en werd in maart 2019 geopend in het Imperial Theatre op Broadway.